# オホーツク・文化交流施設
オホーツク・文化交流施設（オホーツク・ぶんかこうりゅうしせつ）は北海道網走市にある多目的ホールエコーホールをコア施設とする文化交流施設・コンベンションセンター。オホーツク・文化交流センターとも呼ばれる。愛称は公募により決定されたエコーセンター2000。網走市民の生涯学習の促進および芸術文化振興を目的として建設され、2000年（平成12年）にオープンした。

## 建築概要
- 建築工期 - 着工：1999年4月、竣工：2000年9月
- 開館日 - 2000年11月23日
- 建築面積 - 5,082.50平方メートル（約1，540坪）
- 延床面積 - 8,452.66平方メートル（約2，560坪）
- 構造・規模 - 4階建　鉄筋コンクリート造・一部鉄骨鉄筋コンクリート造

## 施設
- エコーホール - 座席数　465席（最大定員　593名・内、立見128名）、面積574平方メートル、電動式移動観覧席、同時通訳設備付き
- 大会議室 - 定員120 - 200名程度、面積257平方メートル、同時通訳設備付き
- クッキング室 - 定員30名程度、面積112平方メートル
- 創作室・窯室 - 定員20名程度、面積64平方メートル
- 工芸室A - 定員20名程度、面積78平方メートル
- 工芸室B  - 定員10名程度、面積31平方メートル
- 展示室 - 面積101平方メートル
- リハーサル室 - 定員30名程度、面積86平方メートル
- 楽屋A・B - 定員5 - 10名程度（各室）、面積76平方メートル（2室合わせて）
- 音楽練習室 - 定員40名程度、面積98平方メートル
- アトリウムロビー - 天高10メートル、毎月第2土曜日にアトリウムロビーコンサートを開催、公衆無線LANスポットサービスあり
- 交流室A・B・C - 定員24名程度（各室）、面積A室18畳、B室21畳、C室18畳
- 和室・茶室 - 定員和室10名・茶室5 - 6名程度、面積和室12畳、茶室7畳
- 会議室A・B - 定員20名程度（各室）、面積94平方メートル（2室合わせて）
- 学習室A・B・C - 定員各室30名程度、面積150平方メートル（3室合わせて）
- 研修室A・B・C - 定員各室30名程度、面積60平方メートル（各室）
- 視聴覚室 - 定員50名程度、面積119平方メートル
- 展望室 - 高さ16.6ｍ、冬季にオホーツク海の流氷鑑賞も可

## 利用情報
- 利用時間 - 9時00分から22時00分
- 休館日 - 月曜日（休日と重なるときは開館）、年末年始（12月31日 - 1月5日）